# Kurvefletning
Kurvefletning er fremstilling af kurve i sløjd, husflid eller som håndværk (kurvemager). Håndværket har eksisteret fra forhistorisk tid. De ældste overleverede belæg er fra yngre stenalder.
Foruden kurve til transport og opbevaring, anvendes teknikken også til fremstilling af hele kurvestole, til stolesæder, bakker, sigter, samt fælder for fisk og fugle.
Flettematerialerne kan være pil, vidjer, peddigrør, flade sjener (det er det yderste fra spanskrør), papirgarn, snor, reb, gummisnøre, søgræs, bark, rødder m.v.
En med fletning beslægtet teknik er binding, hvor især halmbinding kendes. Her lægges halmen (eller andet fibermateriale) i et spiralmønster og sys sammen.